# Rouillac (Rouillac)
Rouillac ist eine ehemalige französische Gemeinde mit 1.952 Einwohnern (Stand: 1. Januar 2022) im Département Charente in der Region Nouvelle-Aquitaine (vor 2016 Poitou-Charentes). Sie gehörte zum Arrondissement Cognac. Die Einwohner werden Rouillacais und Rouillacaises genannt.
Mit Wirkung vom 1. Januar 2016 wurden die früheren Gemeinden Rouillac, Plaizac und Sonneville zusammengelegt, wodurch eine gleichnamige Commune nouvelle namens Rouillac gebildet wurde. Die ehemaligen Gemeinden verfügen in der neuen Gemeinde über den Status einer Commune déléguée. Der Verwaltungssitz befindet sich im Ort Rouillac.

## Geografie
Rouillac liegt am nordwestlichen Rand des Départements, etwa 22 Kilometer nordöstlich von Cognac und etwa 22 Kilometer nordwestlich von Angoulême am Fluss Nouère, der im Ortsgebiet entspringt.
Umgeben wird Rouillac von den Nachbargemeinden und den Communes déléguées:
| Sonneville (Commune déléguée) | Val-d’Auge                                  | Gourville (Commune déléguée) |
| Mareuil                       | Kompassrose, die auf Nachbargemeinden zeigt | Saint-Cybardeaux             |
| Plaizac (Commune déléguée)    | Vaux-Rouillac                               |                              |

## Bevölkerungsentwicklung
| Rouillac: Einwohnerzahlen von 1793 bis 2021                                                                                | Rouillac: Einwohnerzahlen von 1793 bis 2021 | Rouillac: Einwohnerzahlen von 1793 bis 2021 | Rouillac: Einwohnerzahlen von 1793 bis 2021 | Rouillac: Einwohnerzahlen von 1793 bis 2021 |
| --- | ------------------------------------------- | ------------------------------------------- | ------------------------------------------- | ------------------------------------------- |
| Jahr |                                             |                                             |                                             | Einwohner                                   |
| 1793 | 1793                                        |                                             | 1.146                                       | 1.146                                       |
| 1800 | 1800                                        |                                             | 1.168                                       | 1.168                                       |
| 1806 | 1806                                        |                                             | 1.184                                       | 1.184                                       |
| 1821 | 1821                                        |                                             | 1.436                                       | 1.436                                       |
| 1831 | 1831                                        |                                             | 1.470                                       | 1.470                                       |
| 1841 | 1841                                        |                                             | 1.913                                       | 1.913                                       |
| 1846 | 1846                                        |                                             | 1.982                                       | 1.982                                       |
| 1851 | 1851                                        |                                             | 2.088                                       | 2.088                                       |
| 1856 | 1856                                        |                                             | 2.057                                       | 2.057                                       |
| 1861 | 1861                                        |                                             | 2.327                                       | 2.327                                       |
| 1866 | 1866                                        |                                             | 2.438                                       | 2.438                                       |
| 1872 | 1872                                        |                                             | 2.344                                       | 2.344                                       |
| 1876 | 1876                                        |                                             | 2.198                                       | 2.198                                       |
| 1881 | 1881                                        |                                             | 2.117                                       | 2.117                                       |
| 1886 | 1886                                        |                                             | 2.100                                       | 2.100                                       |
| 1891 | 1891                                        |                                             | 2.085                                       | 2.085                                       |
| 1896 | 1896                                        |                                             | 2.073                                       | 2.073                                       |
| 1901 | 1901                                        |                                             | 1.994                                       | 1.994                                       |
| 1906 | 1906                                        |                                             | 1.939                                       | 1.939                                       |
| 1911 | 1911                                        |                                             | 1.858                                       | 1.858                                       |
| 1921 | 1921                                        |                                             | 1.671                                       | 1.671                                       |
| 1926 | 1926                                        |                                             | 1.667                                       | 1.667                                       |
| 1931 | 1931                                        |                                             | 1.594                                       | 1.594                                       |
| 1936 | 1936                                        |                                             | 1.603                                       | 1.603                                       |
| 1946 | 1946                                        |                                             | 1.605                                       | 1.605                                       |
| 1954 | 1954                                        |                                             | 1.540                                       | 1.540                                       |
| 1962 | 1962                                        |                                             | 1.582                                       | 1.582                                       |
| 1968 | 1968                                        |                                             | 1.516                                       | 1.516                                       |
| 1975 | 1975                                        |                                             | 1.704                                       | 1.704                                       |
| 1982 | 1982                                        |                                             | 1.795                                       | 1.795                                       |
| 1990 | 1990                                        |                                             | 1.713                                       | 1.713                                       |
| 1999 | 1999                                        |                                             | 1.761                                       | 1.761                                       |
| 2006 | 2006                                        |                                             | 1.748                                       | 1.748                                       |
| 2015 | 2015                                        |                                             | 1.937                                       | 1.937                                       |
| 2021 | 2021                                        |                                             | 1.950                                       | 1.950                                       |
| Quelle(n): EHESS/Cassini bis 1999, INSEE ab 2006 Anmerkung(en): Ab 1962 offizielle Zahlen ohne Einwohner mit Zweitwohnsitz |                                             |                                             |                                             |                                             |

## Sehenswürdigkeiten
- Romanische Kirche Saint-Pierre aus dem 12. Jahrhundert, seit 1910 als Monument historique klassifiziert
- Protestantische Kirche
- Schloss Lignères, im Stil der Neorenaissance 1872 von der Familie Rémy Martin erbaut
- Logis Boisbreteau aus dem 16. Jahrhundert
- Markthallen

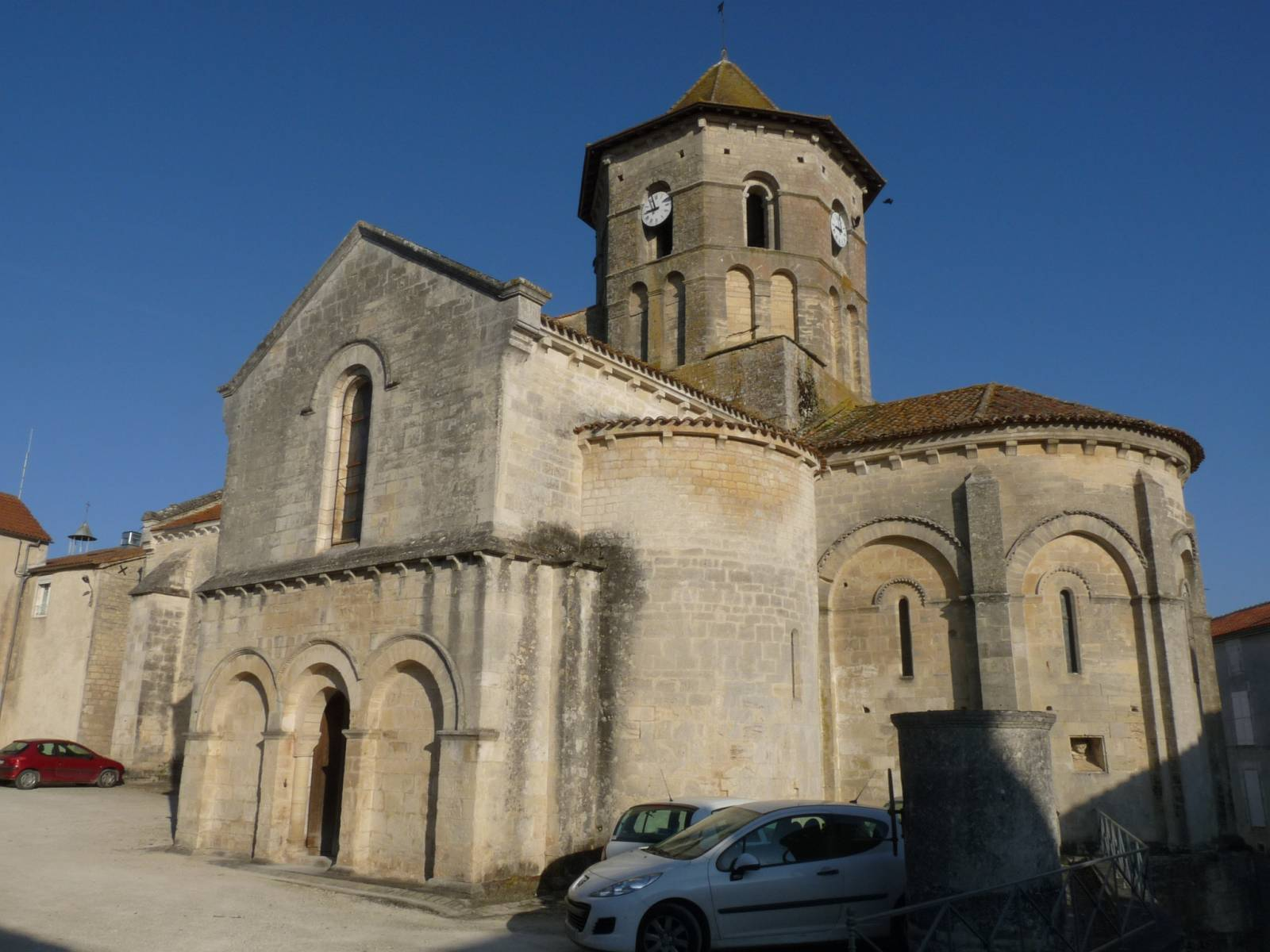
Kirche Saint-Pierre
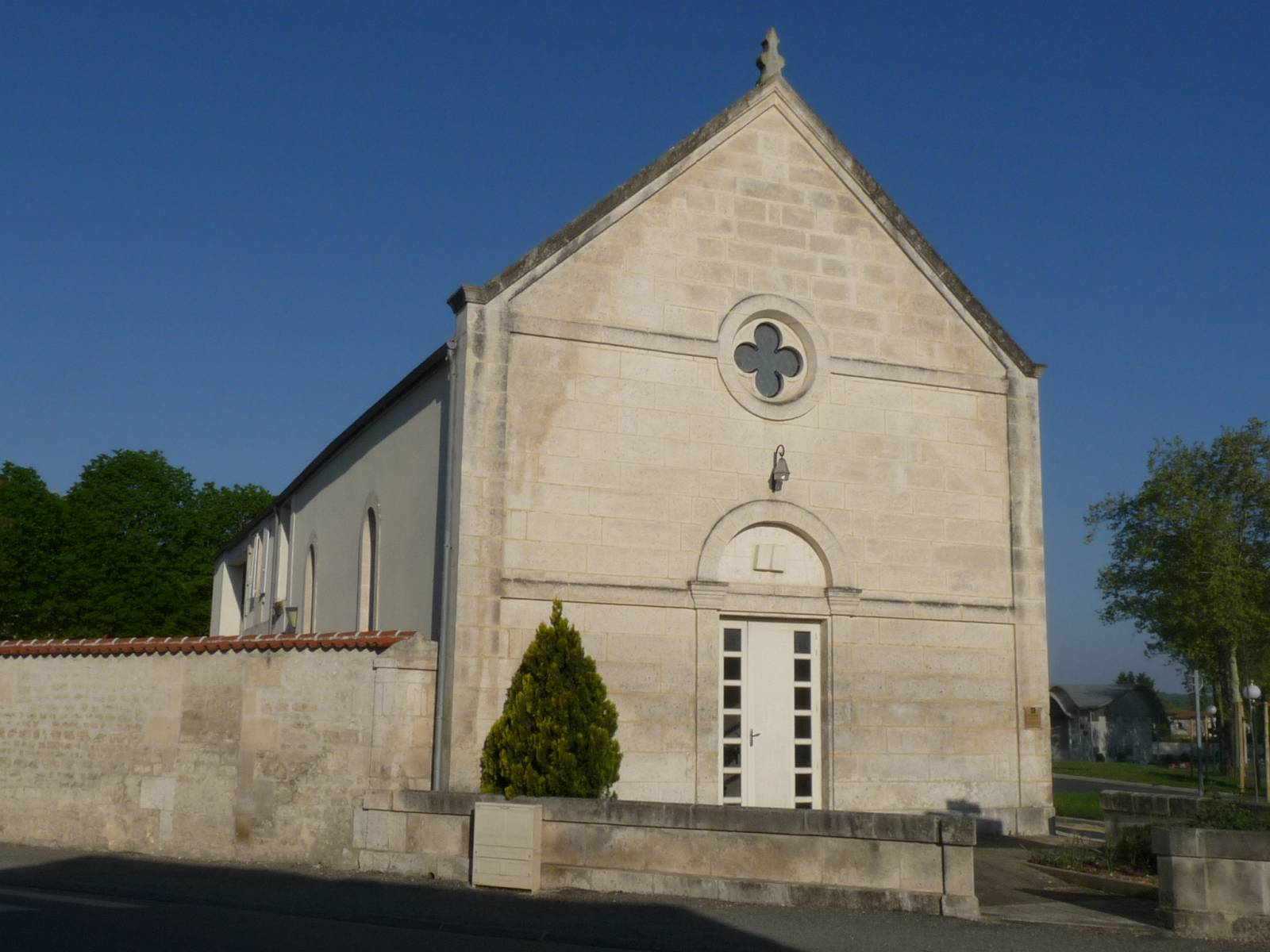
Protestantische Kirche
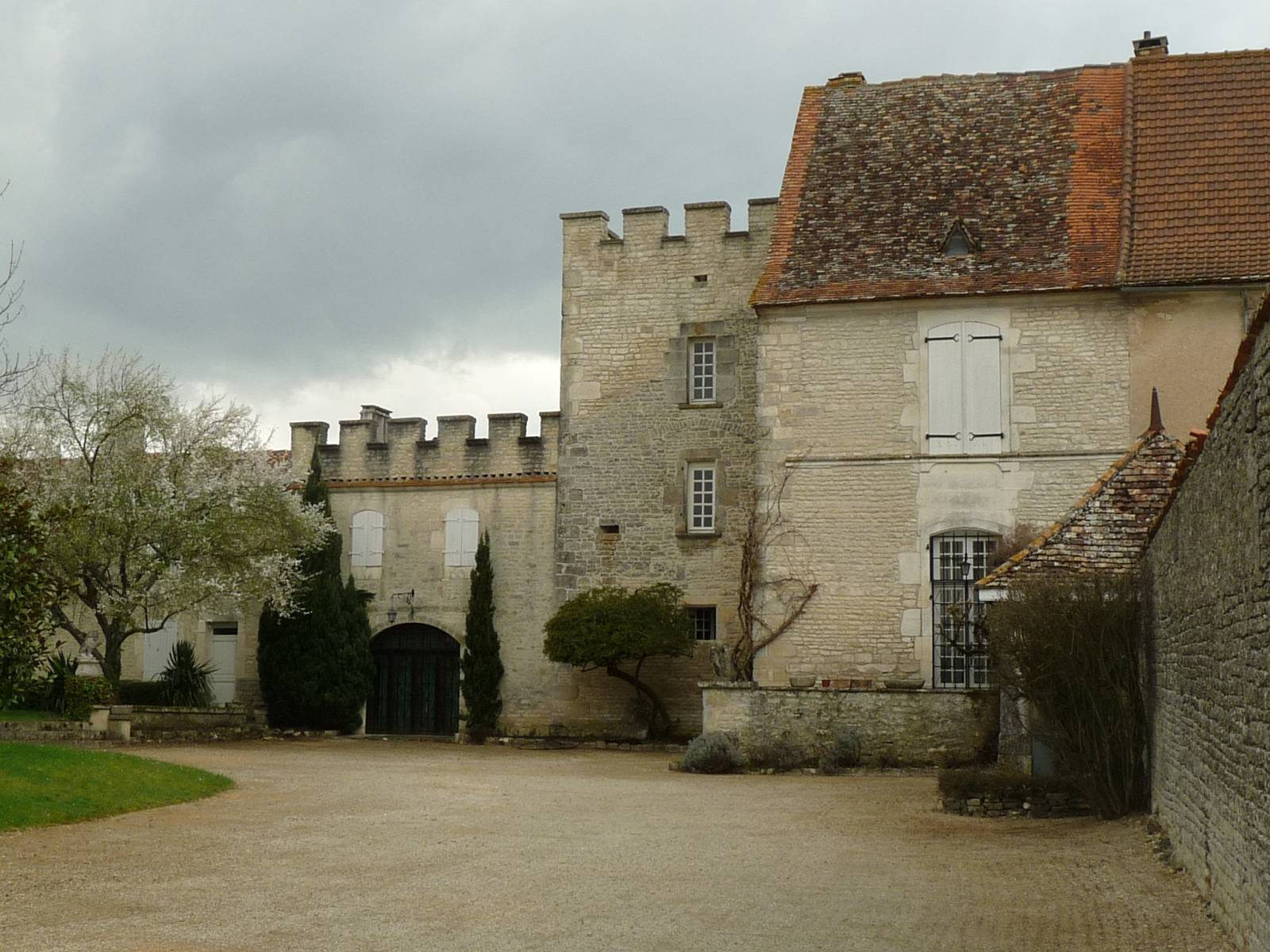
Logis Boisbreteau
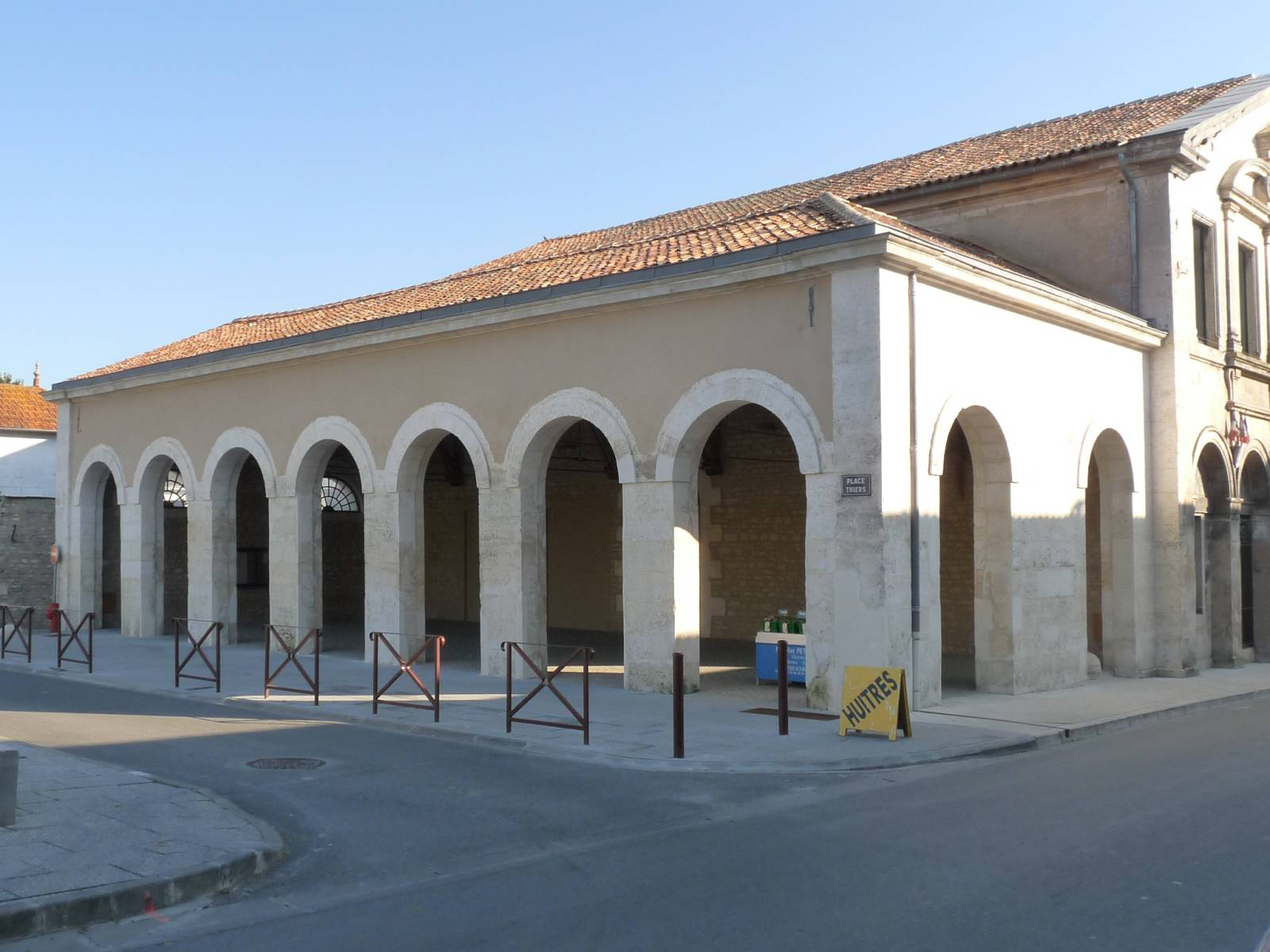
Markthallen

## Persönlichkeiten
- Jean Piveteau (1899–1991), französischer Paläontologe, geboren in  eg4.JPG|Kirche Saint-Pierre